# Uroxys aphodioides
Uroxys aphodioides är en skalbaggsart som beskrevs av Bates 1887. Uroxys aphodioides ingår i släktet Uroxys och familjen bladhorningar. Inga underarter finns listade i Catalogue of Life.